# National Soccer League 2024 (Papua Nuova Guinea)
La National Soccer League 2024 è stata la 16ª edizione della massima serie del campionato di calcio della Papua Nuova Guinea, la seconda con il nuovo formato. Il campionato è iniziato il 6 luglio 2024, dopo essere stato rimandato da un primo avvio a marzo, e si è conclusa il 2 novembre 2024.
La squadra campione in carica era l'Hekari United, che si è confermata anche nella stagione 2024.

## Stagione

### Novità
Il campionato della Nuova Guinea non prevede un sistema di promozioni o retrocessioni, ma il Madang non ha confermato la sua partecipazione ed è stato sostituito dall'Admiralty Island.

### Formula
Le 8 squadre partecipanti giocano un girone all'italiana con partite di andata e ritorno, per un totale di 14 giornate. Al termine di esse, le prime 4 classificate si qualificano per gli spareggi, che con semifinali e finale decretano la squadra campione, che ottiene anche la qualificazione per la OFC Champions League.

## Squadre partecipanti
| Club                  | Città        | Stagione precedente                  |
| --------------------- | ------------ | ------------------------------------ |
| Admiralty Island      | Lorengau     | Non partecipa al campionato          |
| Gulf Komara           | Port Moresby | 5° in National Soccer League         |
| Hekari United         | Port Moresby | Campione della Papua Nuova Guinea    |
| Lae                   | Lae          | Semifinali di National Soccer League |
| Lae City Dwellers     | Lae          | Finale di National Soccer League     |
| Morobe Wawens         | Lae          | 8° in National Soccer League         |
| Port Moresby Strikers | Port Moresby | Semifinali di National Soccer League |
| United Highlands      | Port Moresby | 7° in National Soccer League         |

## Classifica
|  | Pos. | Squadra               | Pt | G  | V  | N | P  | GF | GS | DR  |
|  | ---- | --------------------- | -- | -- | -- | - | -- | -- | -- | --- |
|  | 1.   | Hekari United         | 35 | 14 | 11 | 2 | 1  | 35 | 7  | +28 |
|  | 2.   | Gulf Komara           | 23 | 14 | 6  | 5 | 3  | 23 | 17 | +6  |
|  | 3.   | Port Moresby Strikers | 22 | 14 | 6  | 4 | 4  | 16 | 16 | 0   |
|  | 4.   | Lae                   | 18 | 14 | 5  | 3 | 6  | 19 | 19 | 0   |
|  | 5.   | Morobe Wawens         | 17 | 14 | 4  | 5 | 5  | 20 | 21 | -1  |
|  | 6.   | United Highlands      | 17 | 14 | 5  | 2 | 7  | 22 | 24 | -2  |
|  | 7.   | Lae City Dwellers     | 14 | 14 | 4  | 2 | 8  | 21 | 33 | -12 |
|  | 8.   | Admiralty Island      | 10 | 14 | 3  | 1 | 10 | 13 | 32 | -19 |

Legenda:
      Ammessa all'OFC Champions League 2025.
  Ammessa allo spareggio.

## Spareggi
|  | Semifinali            | Semifinali            | Semifinali  |             |               | Finale        | Finale | Finale |  |
|  |                       |                       |             |             |               |               |        |        |  |
|  | Hekari United         | Hekari United         | 3           |             |               |               |        |        |  |
|  | Hekari United         | Hekari United         | 3           |             |               |               |        |        |  |
|  | Lae                   | Lae                   | 0           |             |               |               |        |        |  |
|  | Lae                   | Lae                   | 0           |             | Hekari United | Hekari United | 2      |        |  |
|  |                       |                       |             |             | Hekari United | Hekari United | 2      |        |  |
|  |                       |                       | Gulf Komara | Gulf Komara | 1             |               |        |        |  |
|  | Gulf Komara           | Gulf Komara           | Gulf Komara | Gulf Komara | 1             | 2             |        |        |  |
|  | Gulf Komara           | Gulf Komara           |             |             |               |               |        |        |  |
|  | Port Moresby Strikers | Port Moresby Strikers | 1           |             |               |               |        |        |  |